# حصار عزيقة
كان حصار عزيقة معركة بين آشور ويهوذا سبقت حصار لكيش، مما جعلها أول اشتباك معروف بين المملكتين خلال حملة سنحاريب في يهودا.

## الخلفية
توقفت عدة ممالك في بلاد الشام عن دفع الضرائب للملك الآشوري سنحاريب، وبسبب ذلك، شرع في حملة لإخضاع الممالك المتمردة مرة أخرى، من بينها مملكة يهوذا اليهودية بقيادة الملك حزقيا. وبعد هزيمة متمردي عقرون في فلستيا، انطلق لإخضاع يهوذا وفي طريقه إلى أورشليم، مر على عزيقه وهي من أهم المدن اليهودية.

## ساحة المعركة

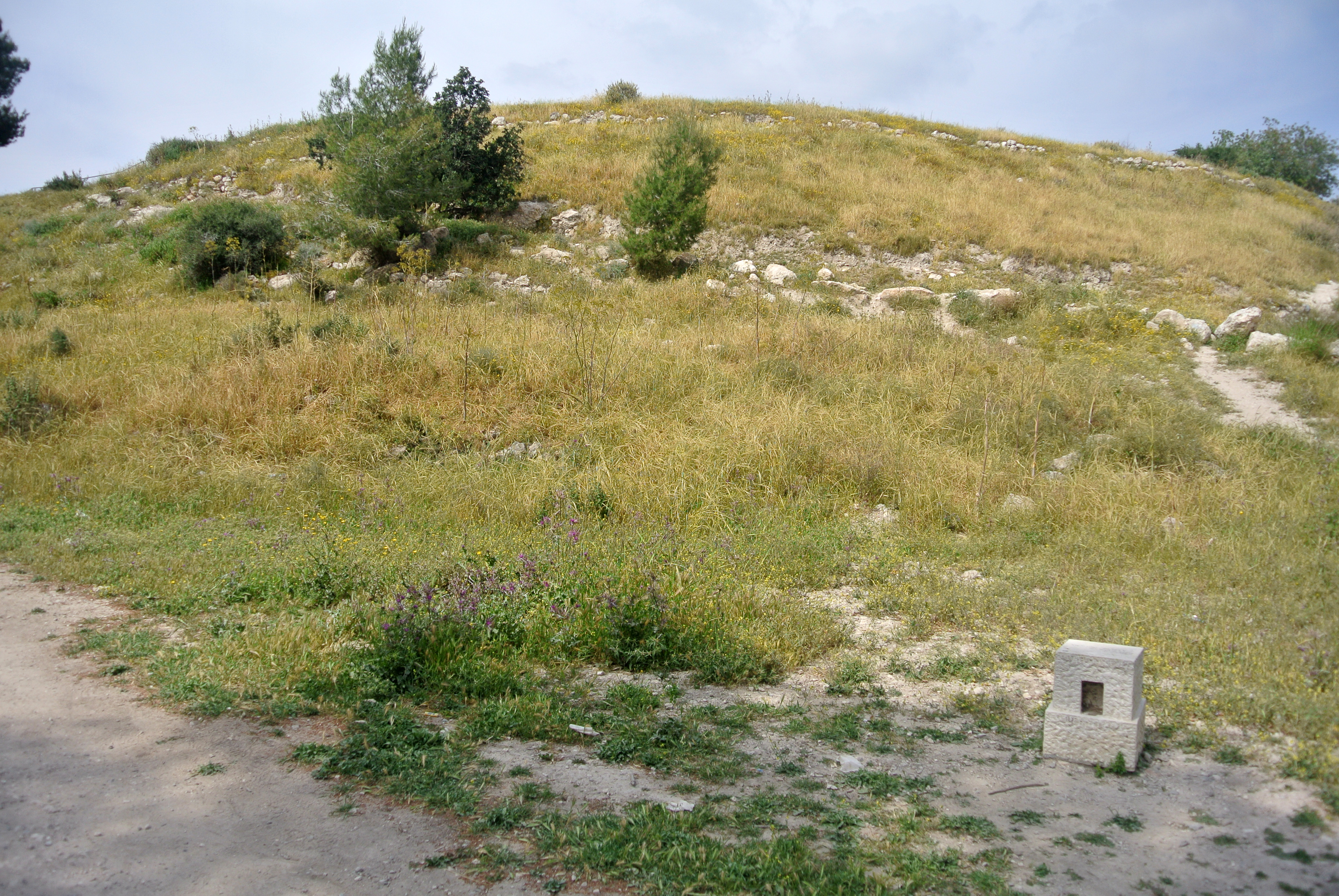
التل

 كانت عزيقة مستوطنة مسورة تقع على تل، وقد كانت نموذجية للمدن اليهودية المهمة في ذلك الوقت.

## ترتيب المعركة

### الجيش الآشوري

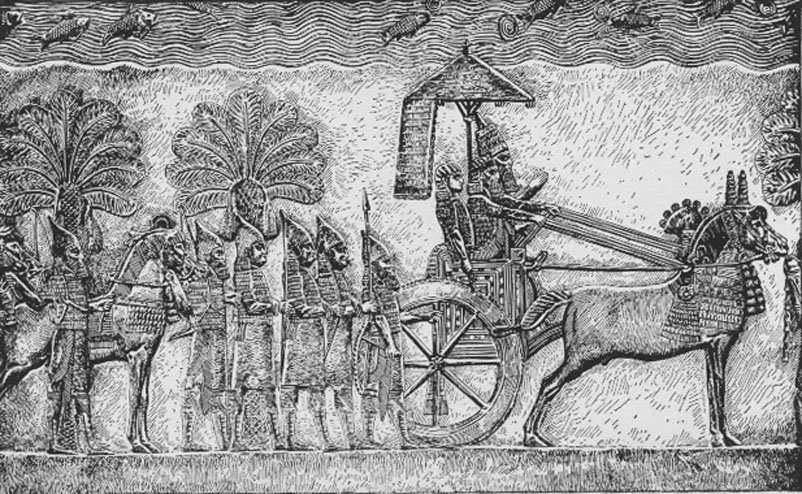
سنحاريب على رأس جيشه
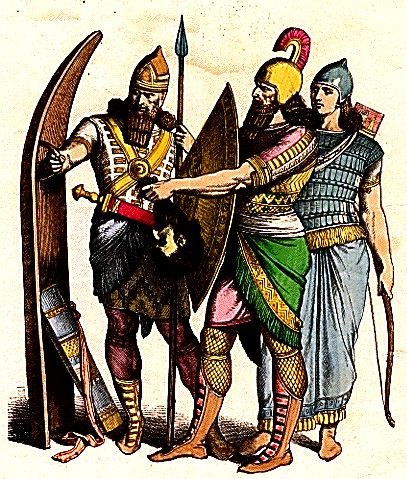
رسم حديث للقوات الآشورية كما شوهد في النقوش الآشورية
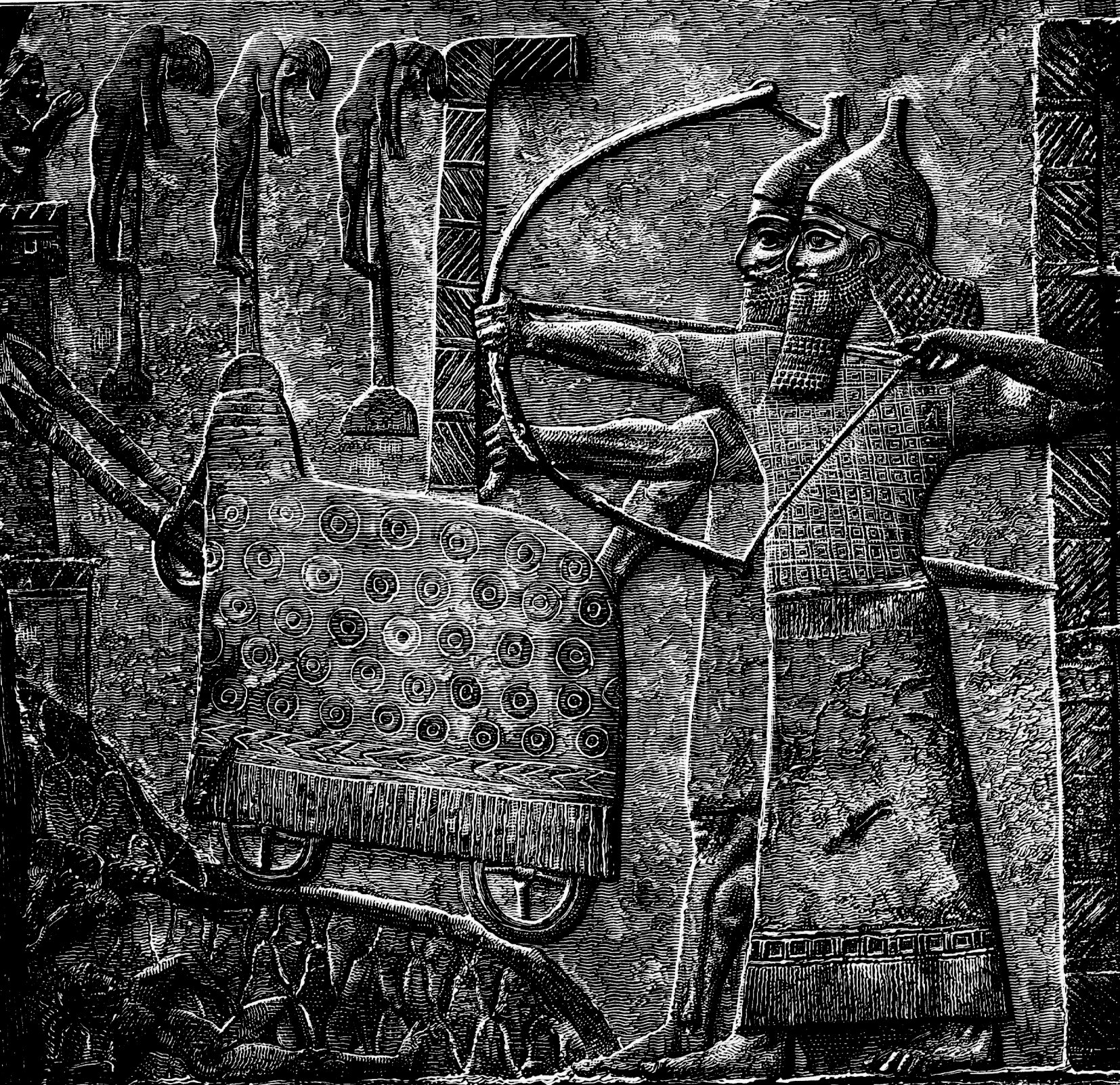
القوات الآشورية مع محرك الحصار

 كان الجيش الآشوري أكثر قوة قتالية هائلة في وقته وقسم معظمه إلى ثلاث فئات مختلفة:
- المشاة، والتي شملت كل من القوات القتالية باستخدام الرماح، والرماة. كان هناك أيضا مرتزقة مستأجرين يرمون الحجارة. كانت المشاة مدربة تدريبًا عاليًا وعملت بجانب المهندسين العسكريين من أجل اختراق الحصار.
- سلاح الفرسان؛ كان سلاح الفرسان الآشوري من بين الأفضل في الشرق الأوسط القديم وشمل كلًا من سلاح الفرسان المقاتل بالرماح والقناصة المثبتة على حد سواء والتي يمكن أن تستخدم كلًا من خفة الخيول إلى جانب هجمات بعيدة المدى.
- العربات، التي كانت مجهزة بشكل أفضل للاشتباكات المفتوحة من الحصار.

### الجيش اليهودي

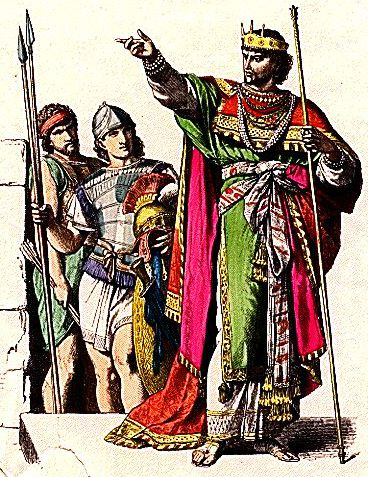
تصوير حديث للملك اليهودي والقوات

 تضاءلت القوة العسكرية اليهودية مقارنة بالجيش الآشوري الكبير المحترف. شملت القوات اليهودية في الغالب الميليشيات المحلية والمرتزقة. بالكاد كان هناك أي سلاح الفرسان والعربات في الجيش اليهودي، والتي تضمنت في الغالب المشاة، إما للقتال المباشر (حاملي الرماح) أو قتال طويل المدى (الرماة)؛ كانوا أيضًا أقل تنظيمًا بكثير من الآشوريين.

## المعركة
تم تصوير المعركة في نقش عزيقة، الذي يذكر فيه سنحاريب بعض التفاصيل حول المعركة، مثل استخدام الكباش لهدم الجدران وتبع ذلك قتال عن قرب بين مشاة الجانبين المتعارضين. بعد ذلك، أمر سنحاريب فرسانه أن يتوجهوا إلى المدينة مما دفع العديد من المدافعين إلى الهزيمة.
ثم نهب سنحاريب ودمر المدينة.

## العواقب
بعد تدمير ونهب عزيقة، قاد سنحاريب جيشه إلى يهودا، وهو الأمر الذي أمر به مرة أخرى خلال حصار لكيش.